# Ladislaus Löb
Pour les articles homonymes, voir Löb.
 (mai 2024).
La mise en forme du texte ne suit pas les recommandations de Wikipédia : il faut le « wikifier ».
Les points d'amélioration suivants sont les cas les plus fréquents. Le détail des points à revoir est peut-être précisé sur la page de discussion.
- Les titres sont pré-formatés par le logiciel. Ils ne sont ni en capitales, ni en gras.
- Le texte ne doit pas être écrit en capitales (les noms de famille non plus), ni en gras, ni en italique, ni en « petit »…
- Le gras n'est utilisé que pour surligner le titre de l'article dans l'introduction, une seule fois.
- L'italique est rarement utilisé : mots en langue étrangère, titres d'œuvres, noms de bateaux, etc.
- Les citations ne sont pas en italique mais en corps de texte normal. Elles sont entourées par des guillemets français : « et ».
- Les listes à puces sont à éviter, des paragraphes rédigés étant largement préférés. Les tableaux sont à réserver à la présentation de données structurées (résultats, etc.).
- Les appels de note de bas de page (petits chiffres en exposant, introduits par l'outil «  Source ») sont à placer entre la fin de phrase et le point final[comme ça].
- Les liens internes (vers d'autres articles de Wikipédia) sont à choisir avec parcimonie. Créez des liens vers des articles approfondissant le sujet. Les termes génériques sans rapport avec le sujet sont à éviter, ainsi que les répétitions de liens vers un même terme.
- Les liens externes sont à placer uniquement dans une section « Liens externes », à la fin de l'article. Ces liens sont à choisir avec parcimonie suivant les règles définies. Si un lien sert de source à l'article, son insertion dans le texte est à faire par les notes de bas de page.
- La présentation des références doit suivre les conventions bibliographiques. Il est recommandé d'utiliser les modèles {{Ouvrage}}, {{Chapitre}}, {{Article}}, {{Lien web}} et/ou {{Bibliographie}}. Le mode d'édition visuel peut mettre en forme automatiquement les références.
- Insérer une infobox (cadre d'informations à droite) n'est pas obligatoire pour parachever la mise en page.

Pour une aide détaillée, merci de consulter Aide:Wikification.
Si vous pensez que ces points ont été résolus, vous pouvez retirer ce bandeau et améliorer la mise en forme d'un autre article.
Ladislaus Löb, né le 8 mai 1933 et mort le 2 octobre 2021 est un écrivain, traducteur, survivant de la Shoah, universitaire spécialiste de la littérature et du théâtre des Lumières en Allemagne et professeur émérite d’allemand à l'université du Sussex, en Angleterre.
Il est notamment l’auteur d'une monographie, parue en 1996 en allemand, sur le dramaturge Christian Dietrich Grabbe et d'un récit paru en 2008 de son expérience de déportation au camp de concentration de Bergen-Belsen puis de son transport en Suisse à la suite des négociations controversées entre Rezső Kasztner et Adolf Eichmann.

## Jeunesse

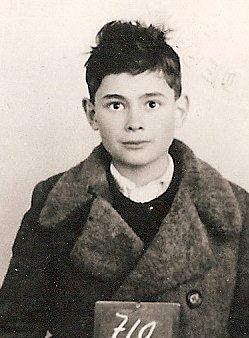
Ladislaus Löb à 11 ans, à son arrivée en Suisse, décembre 1944.

Ladislaus Löb naît à Cluj (en hongrois : Kolozsvár), dans le nord de la Transylvanie dans le royaume de Roumanie. Il est le fis unique d'Izsó, chef d'une petite entreprise, et de Jolán (née Rosenberg), morte de la tuberculose en 1942. 
De langue hongroise, il est élevé à Marghita, petite ville de 8 600 habitants, à 150 km au nord-ouest de Cluj. Cette ville comptait une communauté juive de 2 600 personnes avant la Seconde Guerre mondiale, disparue ensuite,.

### Train Kasztner

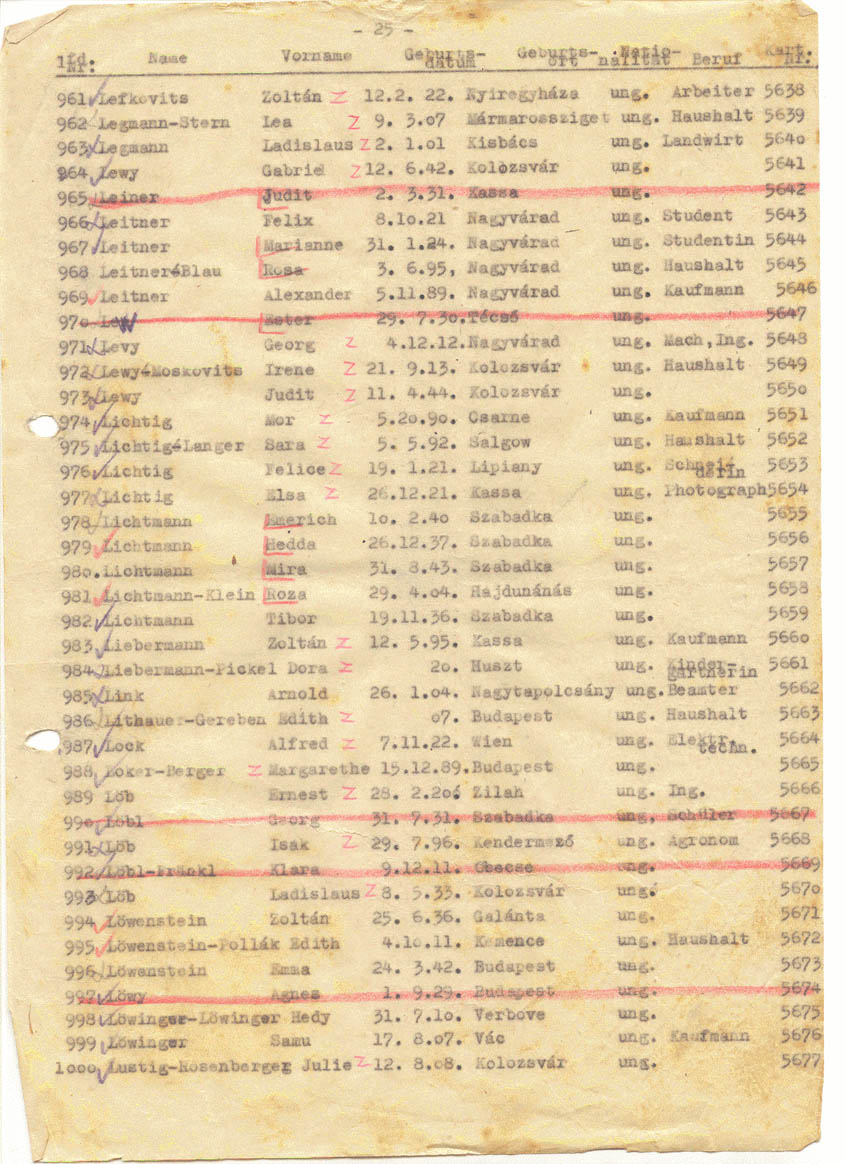
Extrait de la liste des passagers du train Kastner, où figure Ladislaus Löb.

En 1944, Löb est enfermé avec sa famille au ghetto de Kolozsvár (la ville est alors rattachée à la Hongrie). Son père fabrique un faux certificat, corrompt un policier et s'enfuit du ghetto avec son fils, Ladislaus. Ils réussissent à rejoindre Budapest clandestinement, et sont cachés par un médecin chrétien dans sa clinique. Le père de Ladislaus refuse une cachette construite par des étudiants à l'université, et choisit de monter dans le train Kastner. La cachette dans l'université est détruite par un bombardement, ne laissant aucun survivant. Par l'insistance du père de Ladislaus, ils sont admis à rejoindre le groupe Kastner à Budapest.
Ce groupe d'environ 1 700 Juifs obtient un passage sécurisé vers la Suisse, grâce aux négociations entre Adolf Eichmann et l'avocat sioniste hongrois Rezső Kasztner. Le groupe est tout d'abord enfermé au camp de concentration nazi de Bergen-Belsen près de Hanovre dans le nord de l'Allemagne. Puis Eichmann les laisse partir pour la Suisse en deux fois, en août puis décembre 1944.
Les grands-parents, oncles et tantes de Löb sont gazés à Auschwitz et seuls quelques uns de ses cousins survivent à la Shoah en Hongrie.

## Études et carrière
En Suisse, Löb est d’abord hébergé dans des baraquements à Saint-Gall, puis dans un palace à Caux, près du lac Léman. Il étudie deux ans dans une école à Bex destinée à préparer à la vie dans les kibboutz, mais n’émigre pas en Palestine. Il passe deux ans à l’école d’humanité, avant de fréquenter le Realgymnasium (de) de Zurich en 1948 et d’étudier l’anglais et l’allemand à l'université de Zurich de 1953 à 1961.
Il travaille comme professeur et journaliste quelques années.
En 1963, il obtient un poste à l’université du Sussex à Brighton. Il enseigne l’allemand, la littérature allemande et la littérature comparée ; il est aussi professeur invité à l’université de Constance et au Middlebury College. 
Avant de prendre sa retraite comme professeur émérite en 1998, il publie de nombreuses études en littérature ; depuis, il s’est consacré à la traduction en anglais d’œuvres en allemand ou en hongrois. Son récit croisé de son expérience de la Shoah et du destin de Kasztner a été publié en six langues,.
Löb a été naturalisé britannique et suisse et, en 2017, il retourne avec sa femme Sheila vivre à Zurich. Il y achève la première traduction en anglais du livre de Kurt Guggenheim Alles in Allem, qu’il décrit comme un « vaste panorama romancé dans le Zurich des années 1900 à 1950 » faisant l’histoire du passage « d’une communauté rurale à une ville moderne et dynamique ».
Ladislaus Löb meurt à Zurich le 2 octobre 2021 à 88 ans des complications qui ont suivi une chute.

## Œuvres

### Livres
- Mensch und Gesellschaft bei J.B. Priestley (Thèse de doctorat, Berne, 1962)
- From Lessing to Hauptmann: Studies in German Drama (Londres, 1974)
- Christian Dietrich Grabbe (Stuttgart, 1996)
- Dealing with Satan: Rezso Kasztner's Daring Rescue Mission (Jonathan Cape, 2008), également paru sous le titre Rezső Kasztner. The Daring Rescue of Hungarian Jews: A Survivor's Account (en anglais : Rezső Kasztner. L’audacieux sauvetage des Juifs de Hongrie : le récit d’un survivant (2009)[8] et paru en français sous le titre L’Affaire Kasztner : le Juif qui négocia avec Eichmann, Waterloo, André Versaille, 2013.

### Traductions
- Krisztián Ungváry, Battle for Budapest 1944-1945 (Londres, 2002)
- Otto Weininger, Sex and Character (Bloomington, 2003)
- Béla Zsolt, Nine Suitcases (Londres, 2005)
- Friedrich Nietzsche, Writings from the Early Notebooks (Cambridge, 2009)

## Récompenses
Son ouvrage sur le train Kastner obtient le prix du mémorial de l'Holocauste autrichien en 2012.